# Græshoppesværmene i 2019-2020
Græshoppesværmene i 2019-2020 i Afrika, Sydasien, Den Arabiske Halvø og Sydamerika var en voldsom koncentration af ørkengræshopper, der truede landbruget i de berørte områder. Det var de værste og største græshoppesværme i 70 år i Kenya og de værste i 25 år i Ethiopien, Somalia og Indien. The plague began in June 2019 and has continued through 2020.
Udbruddet begyndte med store nedbørsmængder i 2018 i Rub' al Khali på den Arabiske Halvø; i foråret 2019 begyndte sværme at sprede sig fra disse områder og i juni 2019 havde græshopperne nået Iran, Pakistan og Indien samt mod syd til det det østlige Afrika, navnlig Afrikas Horn. Ved udgangen af 2019 var der sværme i Ethiopien, Eritrea, Somalia, Kenya, Saudi Arabien, Yemen, Ægypten, Oman, Iran, Indien og Pakistan. I juni 2020 var der også opstået sværme i Sydamerika, der påvirkede Paraguay og Argentina. 
I april 2020 blev forsøgende på at begrænse græshoppesværmende hæmmet af de verdensomspændend rejseforbud der var etableret i forbindelse med Coronaviruspandemien i 2019-2020.